# 민희진
민희진 (閔熙珍, 1979년 12월 16일 출생)은 대한민국의 음악 프로듀서, 아트 디렉터이자 그래픽 디자이너이다. 그녀는 엔터테인먼트 회사 하이브의 자회사 ADOR의 전 최고 경영자이며, K-pop 걸그룹 NewJeans의 전 총괄 프로듀서이다. 그녀는 이전에 SM 엔터테인먼트에서 크리에이티브 디렉터로 활동하며 소녀시대, 샤이니, f(x), EXO, 레드벨벳 등의 그룹 브랜딩을 담당했다.

## 초기 생활
민희진은 1979년 12월 16일 대한민국 서울에서 태어났다. 그녀는 서울여자대학교에서 시각 디자인 학위를 받았다.

## 경력

### 2002–2018: SM 엔터테인먼트
민희진은 2002년 SM 엔터테인먼트에 그래픽 디자이너로 입사했다. 이후 크리에이티브 디렉터로 승진하여 소녀시대, 샤이니, f(x), EXO, 레드벨벳 등의 그룹의 비주얼 브랜딩을 이끌었다. 그녀의 역할은 앨범 아트워크, 의상, 뮤직 비디오의 기획 및 제작을 감독하고, 비시각적 수단을 통해 아티스트의 브랜드 정체성을 구축하는 것을 포함했다. 예를 들어, 그녀는 f(x)의 4 Walls 앨범(2015) 발매를 기념하기 위한 전시회를 만들었고, EXO의 2015년 앨범 EXODUS 프로모션의 일환으로 "Pathcode"라는 추리 게임을 통해 팬들을 참여시켰다. SM 재직 중 그녀는 1세대 K-pop 아이돌들이 사용하던 정형화된 스타일과 다른 혁신적이고 실험적인 아트 디렉션 방식으로 주목받았다. 민희진은 K-pop 산업의 시각적 방향을 보다 콘셉트 지향적으로 변화시킨 공로를 인정받았으며, 특히 f(x)의 2013년 앨범 Pink Tape에 대한 작업으로 유명하다. 그녀는 2017년 SM 이사회에 합류했지만, 번아웃으로 인해 2018년 말 회사를 떠났다.

### 2019–2024: 하이브
민희진은 2019년 하이브에 최고 브랜드 책임자로 합류하여 회사의 리브랜딩을 감독했다. 여기에는 새 로고와 용산의 새 작업 공간 디자인이 포함된다. 그녀는 2021년 11월 하이브의 새로운 자회사 ADOR (All Doors One Room)의 CEO로 임명되었다. 민희진은 성명에서 "저희 레이블은 새로운 도전을 주저하지 않고 ADOR의 독특한 철학이 담긴 아티스트 IP와 콘텐츠를 만들기 위해 노력할 것"이라고 밝혔다. 레이블은 2022년 7월 첫 걸그룹 NewJeans를 공개했으며, 민희진이 그들의 크리에이티브 디렉션과 개발을 이끌었다. 그들은 8월 1일 데뷔 EP를 발매했다. 2023년, 민희진은 서울특별시청으로부터 NewJeans와의 작업으로 서울시 문화상을 수상했다.
2024년 8월 27일, 민희진은 NewJeans의 통제 및 활동에 대한 하이브 경영진과의 오랜 갈등 끝에 ADOR의 CEO 자리에서 해임되었다. 그녀는 회사 이사회 및 그룹 프로듀서 직책은 유지했다. 민희진은 이 해임 결정에 대해 "주주 계약의 심각한 위반"이라며 반대했다. 2024년 11월 20일, 민희진은 ADOR의 이사직에서 사임했다.

## 논란

### 미성년자 성적 대상화
민희진은 자신이 관리하는 그룹의 영감을 미성년자를 포함한 성적인 미디어에서 얻었다는 온라인 사용자들의 비난을 받았다. 민희진은 인스타그램에 자신의 아파트 사진을 공유했는데, 이 사진에는 1974년 영화 I'll Take Her Like a Father 등의 이미지가 포함되어 있었다. 민희진은 또한 f(x)에 대해 여학생의 옷차림을 모방한 노출이 심한 옷을 허용하고, NewJeans의 "Cookie" 트랙 가사에 성적인 암시를 담았다는 비난을 받았다. 이에 대해 ADOR는 해당 의혹에 대해 법적 조치를 취했다고 발표했다.

### 하이브와의 분쟁
2024년 4월 22일, 하이브는 민희진과 그 경영진이 ADOR의 완전한 통제권을 장악하려 했다는 의혹에 대해 내부 감사를 시작했으며, 민희진의 CEO 사임을 공개적으로 요구했다. 이에 대해 민희진은 하이브가 80%의 지분을 소유하고 있어 ADOR의 통제권을 장악하는 것은 불가능했을 것이라고 반박하는 공식 성명을 발표했다. 민희진은 하이브의 자회사 빌리프랩에서 데뷔한 걸그룹 ILLIT와 NewJeans의 예술적 방향성에서 유사성이 있다는 불만에 대해 사임 요구를 받았다고 주장했다. 민희진은 ILLIT의 데뷔를 총괄한 하이브 의장 방시혁이 두 그룹 간의 창의적 유사성을 해결하지 못했다고 비난했다. 이 분쟁 이후, 하이브의 주가는 12.17% 하락했다.
하이브는 이후 민희진에 대한 주장을 뒷받침하기 위해 조사 결과를 발표했다. 여기에는 민희진과 ADOR 부사장 간의 카카오톡 메시지가 포함되어 있었는데, 부사장은 NewJeans 활동 통제권을 장악하는 방법을 나열했다. 하이브는 또한 민희진을 배임 혐의로 당국에 고발했다. 민희진은 2024년 4월 25일 두 명의 변호사와 함께 기자회견에서 의혹을 해명했다. 그녀는 하이브를 떠날 구체적인 계획이 없었으며, 하이브 경영진과의 긴장은 LE SSERAFIM의 데뷔가 NewJeans보다 우선시되면서 시작되었다고 밝혔다. 기자회견 이후, 한국의 여론은 민희진 편에 서서, 그녀를 하이브로부터 자신의 우려와 노력을 인정받지 못한 정치에 관심 없는 창작자로 보았다. 다른 이들은 민희진이 다른 그룹의 이름을 명시적으로 언급한 것을 비판했고, 그녀의 표절 주장을 근거 없다고 보았다.
5월 7일, 민희진은 다음 주주총회에서 CEO 자리에서 해임될 것을 예상하고 하이브가 의결권을 행사하는 것을 막기 위한 가처분 신청을 제기했다. 5월 17일, 민희진의 가처분 심리가 시작되었고, NewJeans 멤버들은 민희진의 ADOR 해임을 막기 위해 서울중앙지방법원에 탄원서를 제출했다. 같은 날, 민희진의 alleged 카카오톡 대화 내용이 유출되었는데, 여기에는 민희진이 동료와 함께 NewJeans와 그 팬들에 대해 비하하는 발언을 한 내용이 담겨 있었다. 5월 19일, NewJeans의 부모들은 민희진에게 유리한 탄원서를 법원에 제출했으며, 하이브, 플레디스 엔터테인먼트, 쏘스뮤직의 여러 임원들, 그리고 방탄소년단, LE SSERAFIM, 투모로우바이투게더의 프로듀서 및 크리에이티브 디렉터들이 하이브를 지지하는 탄원서를 제출한 것으로 알려졌다. 5월 22일, 빌리프는 민희진의 표절 의혹에 대해 명예훼손으로 당국에 고발했다.
5월 30일, 법원은 민희진이 ADOR의 완전한 통제권을 얻기 위한 실제 실행 단계가 없었다고 판단하며, 그녀의 CEO 해임을 막기 위한 가처분 신청을 인용했다. 법원은 민희진이 ADOR의 완전한 통제권을 얻기 위한 실제 실행 단계가 없었다고 판단했다. 다음 주주총회에서 민희진과 가까운 ADOR 임원 두 명은 해임되었고 하이브 이사들이 그 자리를 대신했다.
8월 27일, 민희진은 현 이사회 멤버들에 의해 ADOR의 CEO에서 해임되었다. 하이브는 "제작과 경영의 분리는 (하이브의) 멀티 레이블 시스템의 일관된 원칙이었다"고 밝혔다. 민희진은 "주주 계약의 심각한 위반"이라며 반대했다. 해임 2주 후, NewJeans 멤버들은 유튜브에서 진행된 라이브 스트림에서 9월 25일까지 하이브에 민희진을 ADOR의 CEO로 복귀시킬 것을 공개적으로 요구했다. 공개 요구 이후 하이브의 주가는 거의 3% 하락했다. 갈등에도 불구하고 민희진은 TV 아사히와의 인터뷰에서 NewJeans의 향후 계획을 추진하겠다고 다짐하며, "이러한 어려움을 극복할 계획이 있다"고 밝혔다. 10월 29일, 민희진의 ADOR CEO 복귀 가처분 신청은 서울중앙지방법원에서 기각되었다.
11월 26일, 민희진은 하이브의 최고 콘텐츠 책임자(CCO) 박태희와 조로 알려진 홍보 이사를 상대로 형사 고발을 제기했다. 그녀의 대리인들은 성명에서 박태희와 조가 "자신들의 의무를 이행하지 못했을 뿐만 아니라 그룹의 업적을 경시하여 NewJeans와 ADOR에 상당한 피해를 입혔다"고 주장하며, "적절한 형사 처벌이 부과되기를 바란다"고 덧붙였다. 12월 2일, 한국 타블로이드 매체 디스패치는 민희진이 NewJeans 멤버들을 하이브에 대항하도록 조작했다고 주장하는 기사를 게재했다. 이에 민희진은 해당 기사에 개인적인 대화 내용이 불법적으로 사용되었다고 주장하며 디스패치 기자 두 명과 하이브의 최고 경영진 두 명을 상대로 명예훼손 소송을 제기했다.
2025년 1월 9일, IT 기업 다볼링크의 박정규 회장은 한 인터뷰에서 민희진이 NewJeans를 "빼내려고" 노력했다고 주장했다. 그는 또한 자신과 민희진 사이에 잠재적 투자 및 NewJeans가 ADOR를 떠나 다른 회사와 독점 계약을 체결할 가능성에 대한 논의가 있었다고 언급했다.

### 성희롱 은폐 의혹
2024년 8월 8일, ADOR의 전 여성 직원은 민희진이 직장 내 성희롱 신고를 덮으려 했다고 비난했다. 이 직원은 회사 내 남성 상사로부터 "어린 여자들과 밥 먹는 게 남자들끼리 먹는 것보다 낫다"는 등 "매일 괴롭힘"과 성차별적 발언을 들었으며, 술자리가 있는 저녁 식사 모임에 강요당했다고 주장했다. 하이브의 조사 결과 해당 사건은 직장 내 성희롱 또는 성희롱에 해당하지 않는 것으로 결론 내려졌으나, 민희진은 해당 여성 직원에게 욕설을 퍼부으며 신고를 제기한 것에 대해 질책하고, 전 직원보다는 상사의 편을 들었다고 한다. 이 전 직원은 2024년 3월 21일 사임했다. 이 사건은 2024년 7월 디스패치에 의해 처음 보도되었고, 민희진은 해당 피해자가 직접 나서서 민희진에게 사과를 요구하기 전에 이미 의혹을 부인한 것으로 알려졌다.
이에 대해 8월 13일 민희진은 장문의 언론 성명을 발표했다. 그녀는 해당 의혹을 "해임을 추진하려는 근거 없는 시도"라고 부르며, 전 직원이 회사로부터 괴롭힘을 당한 것이 아니라 회사가 해당 직원의 급여 수준에 상응하는 능숙하지 못한 업무 처리를 다뤄야 했고, 전 직원은 급여 삭감으로 인해 사임했다고 주장했다. 민희진이 성명을 발표한 같은 날, 전 직원은 자신의 주장을 다시 한번 강조했다. 전 직원은 민희진의 무능력한 업무 성과 주장을 반박하며, ADOR의 거의 모든 전 동료들이 자신을 "강력 추천" 또는 "추천"했다고 진술했고, 남성 상사가 이전에 해당 사건과 관련하여 민희진에게 사적으로 사과 메시지를 보냈다고 덧붙였다. 그녀는 또한 하이브가 자신의 사건을 재조사하는 데 동의했으며, 이에 필요한 서류를 제출했다고 밝혔다. 전 여성 직원은 또한 민희진의 alleged 비행에 대해 법원에 고소할 의사를 표명했다.
2025년 3월 24일, 서울지방고용노동청은 민희진의 일부 행위가 직장 내 괴롭힘에 해당한다고 인정하고 전 직원이 제출한 일부 주장을 받아들여 민희진에게 벌금을 부과했다. 민희진은 이후 해당 결정에 대해 항소했다.

## 수상 및 후보
| 시상식                  | 연도 | 부문                        | 후보작(자) | 결과 | Ref.   |
| ----------------------- | ---- | --------------------------- | ---------- | ---- | ------ |
| 골든 디스크 어워즈      | 2024 | 프로듀서상                  | 민희진     | 수상 | [ 62 ] |
| 대한민국 콘텐츠 대상    | 2023 | 대통령 표창                 | 민희진     | 수상 | [ 63 ] |
| 엠넷 아시안 뮤직 어워드 | 2016 | 베스트 비주얼 & 아트 디렉터 | 민희진     | 수상 | [ 64 ] |
| 엠넷 아시안 뮤직 어워드 | 2022 | 브레이크아웃 프로듀서상     | 민희진     | 수상 | [ 65 ] |

### 리스트
| 발행사 | 연도 | 리스트                     | 순위 | Ref.   |
| ------ | ---- | -------------------------- | ---- | ------ |
| 빌보드 | 2023 | 인터내셔널 파워 플레이어스 | 등재 | [ 66 ] |
| 빌보드 | 2023 | 우먼 인 뮤직 – 다분야      | 등재 | [ 67 ] |